# Крысы (фильм, 1982)
«Крысы» (англ. The Rats, а также Rats, Night Eyes и Deadly Eyes) — кинофильм. Экранизация произведения Джеймса Герберта. Премьера фильма состоялась 23 октября 1982 года.

## Сюжет
После того как обычные крысы стали питаться зерном, содержащим стероиды, они резко мутировали, увеличились их скорость, размеры и агрессивность, что привело к их массовым нападениям на жителей города Торонто. В этих условиях Пол, школьный тренер по баскетболу, и врач Келли объединяются, чтобы найти причину такой необычайной мутации и спасти город, пока его не поглотили эти животные, размножающиеся с огромной быстротой.

## В ролях
- Сэм Грум — Пол Харрис
- Сара Ботсфорд — Келли Леонард
- Скэтмэн Крозерс — Джордж Фоскинс
- Сек Линдер — доктор Спенсер
- Лиза Ланглуа — Труди Уайт
- Лесле Дональдсон — Марта
- Джеймс Б. Дуглас — Мэл Дедерик
- Ли-Макс Уолтон — Тим Харрис
- Джозеф Келли — Мэтт
- Кевин Фокс — Дэвид Хозерман
- Венди Бушнелл — Лиз
- Чарльз Жоллиффе — Генри Янгер
- Дора Дейнтон — миссис Трамбул
- Майкл Марк МакМанус — мэр Ризетти
- Джордж Мернер — Лестер Хаймс
- Роджер Данн — доктор Гордон
- Джейми Хайланд — Кэролайн
- Джек Ван Эвера — Томми Да Спива
- Пол МакКаллум — репортёр
- Майкл Хоган — полицейский в метро

## Съёмочная группа
- Режиссёр: Роберт Клауз
- Продюсеры: Пол Канерт, Джефф Шечтман, Чарльз Х. Игли
- Сценаристы: Джеймс Герберт, Лонон Ф. Смит, Чарльз Х. Игли
- Оператор: Рене Верзье[нем.]
- Композитор: Энтони Гефен

## Дополнительные факты
Героиня фильма, Келли Леонард, в качестве личного автомобиля использует ВАЗ-2106.